# Elin Pelin (Bulgária)
Elin Pelin (búlgaro: Елин Пелин) é uma cidade da Bulgária, localizada no distrito de Sófia. A sua população era de 6,723 habitantes segundo o censo de 2010.

## População
| Elin Pelin | Elin Pelin | Elin Pelin | Elin Pelin | Elin Pelin | Elin Pelin | Elin Pelin | Elin Pelin | Elin Pelin | Elin Pelin | Elin Pelin | Elin Pelin | Elin Pelin | Elin Pelin | Elin Pelin | Elin Pelin | Elin Pelin | Elin Pelin | Elin Pelin | Elin Pelin |
| --- | ---------- | ---------- | ---------- | ---------- | ---------- | ---------- | ---------- | ---------- | ---------- | ---------- | ---------- | ---------- | ---------- | ---------- | ---------- | ---------- | ---------- | ---------- | ---------- |
| Ano | 1887       | 1910       | 1934       | 1946       | 1956       | 1965       | 1975       | 1985       | 1992       | 2001       | 2002       | 2003       | 2004       | 2005       | 2006       | 2007       | 2008       | 2009       | 2010       |
| População |            |            |            | …          | …          | 8,027      | 5,498      | 6,916      | 6,646      | 6,690      | 6,700      | 6,711      | 6,600      | 6,528      | 6,504      | 6,576      | 6,624      | 6,655      | 6,723      |
| Fontes: Instituto Nacional de Estatísticas, „citypopulation.de“, „pop-stat.mashke.org“, Bulgarian Academy of Sciences |            |            |            |            |            |            |            |            |            |            |            |            |            |            |            |            |            |            |            |